# Reptiles (M. C. Escher)
Reptiles es una litografía del artista holandés M. C. Escher impresa por primera vez en marzo de 1943. Toca el tema que se encuentra en gran parte de su obra de las matemáticas en el arte.

## Obra
Reptiles representa la superficie lisa de un escritorio sobre el cual hay un bloc con un dibujo bidimensional de un patrón teselado de reptiles y hexágonos, la División regular nº 25 del mismo Escher de 1939. Pero los reptiles en el borde inferior del dibujo emergen uno detrás de otro a la realidad tridimensional, cobran vida y parecen arrastrarse sobre una serie de objetos simbólicos que rodean el bloc de dibujo (un libro de ciencias naturales, un triángulo de geómetra, un dodecaedro tridimensional, un cuenco de peltre que contiene una caja de cerillas y un paquete de cigarrillos) para finalmente volver a entrar en el dibujo por su borde opuesto. Otros objetos sobre el escritorio son una maceta con un nopal y una yuca, una botella de cerámica con tapón de corcho junto a un vasito de licor, un librito de papel de fumar marca JOB, y una libreta manuscrita abierta de muchas páginas. Aunque solo tienen el tamaño de pequeños lagartos, los reptiles se asemejan más a cocodrilos y tienen colmillos que sobresalen, y el que está encima del dodecaedro expulsa una bocanada de humo de sus fosas nasales como un dragón.
Una vez, una mujer telefoneó a Escher y le dijo que pensaba que la imagen era una "sorprendente ilustración de la reencarnación".
El crítico Steven Poole comentó que una de las "fascinaciones perdurables" de Escher era "el contraste entre la planitud bidimensional de una hoja de papel y la ilusión del volumen tridimensional que se puede crear" cuando el espacio y la planitud existen uno al lado del otro y "cada uno nace del otro y regresa al otro, la magia negra de la ilusión artística se manifiesta espeluznantemente".

## En la cultura popular
La banda de rock Mott the Hoople utilizó una versión coloreada de la litografía como portada de su primer álbum homónimo, lanzado en 1969.